# Diergardt’scher Wald
Das Naturschutzgebiet Diergardt’scher Wald liegt auf dem Gebiet der Gemeinde Brüggen im Kreis Viersen in Nordrhein-Westfalen.
Das etwa 83,66 Hektar (ha) große Gebiet, das im Jahr 1988 unter Naturschutz gestellt wurde, erstreckt sich westlich des Kernortes Brüggen unweit der nördlich und westlich verlaufenden Staatsgrenze zu den Niederlanden. Südlich verläuft die Landesstraße 373. Das 1328 ha große NSG Brachter Wald liegt östlich und das 296 ha große NSG Elmpter Schwalmbruch südlich.
Das Naturschutzgebiet ist Teil des EU-Vogelschutzgebiets „Schwalm-Nette-Platte mit Grenzwald und Meinweg“.